# Lagopus lagopus

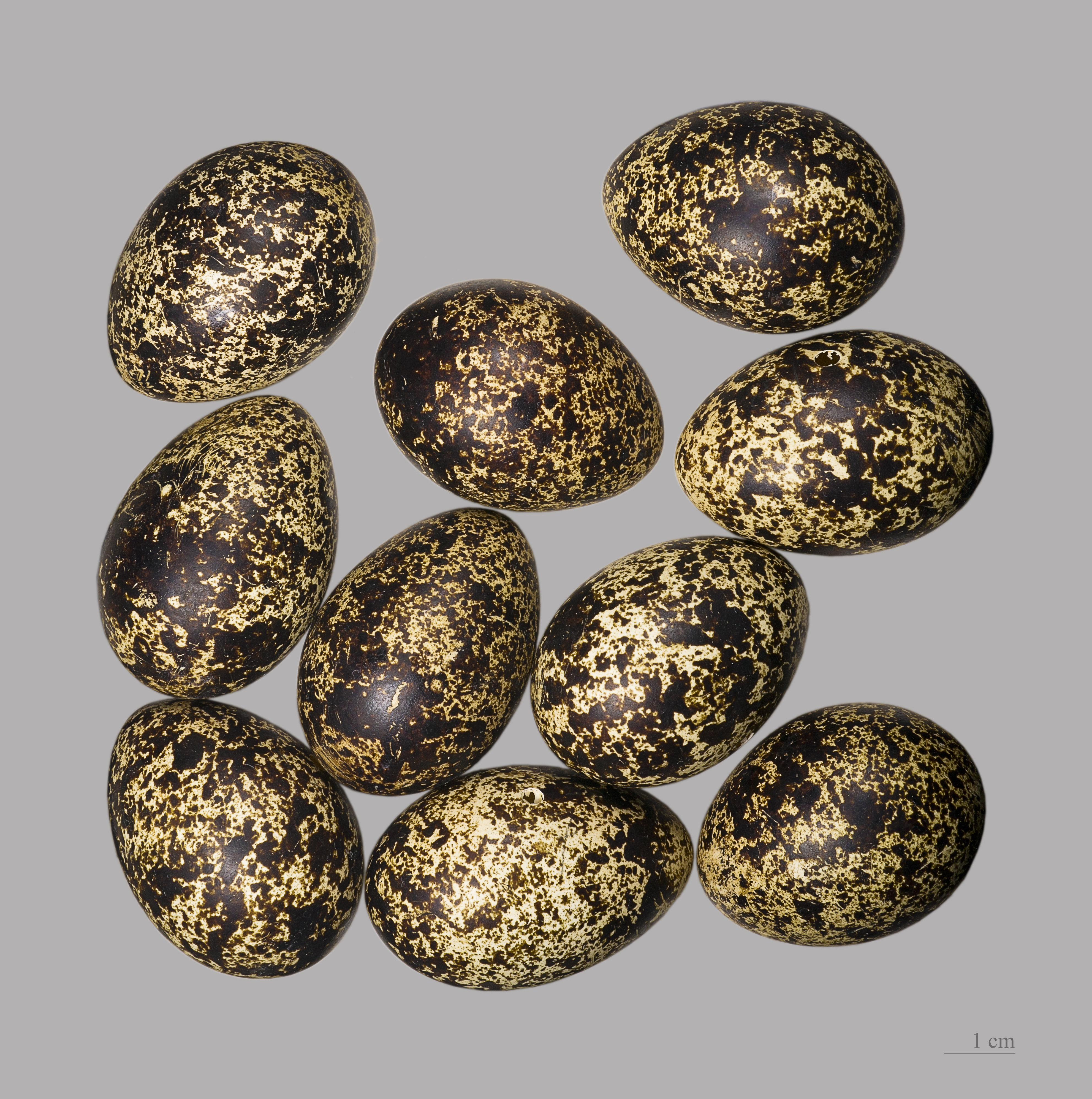
Huevos de Lagopus lagopus lagopus

El lagópodo común (Lagopus lagopus) es una especie de ave galliforme de la familia Phasianidae ampliamente distribuida por Norteamérica y Eurasia, especialmente en los bosques de abedul y la tundra.

## Subespecies
Se reconocen 19 subespecies de Lagopus lagopus:
- Lagopus lagopus alascensis - Alaska.
- Lagopus lagopus alba - tundra del norte de Yukón y centro de la Columbia Británica al golfo de San Lorenzo.
- Lagopus lagopus alexandrae - península de Alaska al noroeste de Columbia Británica.
- Lagopus lagopus alleni - Terranova.
- Lagopus lagopus birulai - islas de Nueva Siberia.
- Lagopus lagopus brevirostris - montes Altái y Sayanes.
- Lagopus lagopus kamtschatkensis - Kamchatka y Kuriles.
- Lagopus lagopus koreni - Siberia a Kamchatka.
- Lagopus lagopus kozlowae - oeste de Mongolia (montes Tanmu-Ola, Khangai y Kentei).
- Lagopus lagopus lagopus - Escandinavia y norte de Rusia.
- Lagopus lagopus leucoptera - islas árticas del norte de Canadá y zonas adyacentes del sur de la isla de Baffin.
- Lagopus lagopus maior - estepas del suroeste de Siberia y norte de Kazajistán.
- Lagopus lagopus muriei - este de las islas Aleutianas e isla Kodiak.
- Lagopus lagopus okadai - Sajalín.
- Lagopus lagopus rossica - países bálticos al centro de Rusia.
- Lagopus lagopus scotica - islas británicas.
- Lagopus lagopus sserebrowsky - este de Siberia (lago Baikal al mar de Ojotsk y montes Sijoté-Alín).
- Lagopus lagopus ungavus - norte de Quebec y norte de Labrador.
- Lagopus lagopus variegata - costas de Noruega (islas frente al fiordo Trondheim).